# Doug Mahnke

Douglas "Doug" Mahnke é um artista e desenhista dos  EUA, conhecido por ter sido co-criador do personagem The Mask ao lado de John Arcudi e pelo seu trabalho em séries como Batman e JLA.
Entre os diversos títulos nos quais trabalhou, encontram-se Major Bummer (também ao lado de John Arcudi), Superman: The Man of Steel, Team Zero e Justice League Elite. 
Em 2001, foi escolhido, graças ao sucesso da história What's so funny about Truth, Justice & the American Way? para acompanhar Joe Kelly no título JLA, após a bem-sucedida incursão de Mark Waid e Bryan Hitch.
Em 2005, ao lado do arte-finalista Tom Nguyen, Mahnke produziu e lançou dois DVDs sobre desenho e arte-final de histórias. No ano seguinte, foi escolhido para acompanhar o escritor Christos Cage no título Stormwatch P.H.D, para a Wildstorm Comics. No mesmo ano, ilustrou a série Frankenstein, como parte do projeto envolvendo os Sete Soldados da Vitória desenvolvido por Grant Morrison.